# بيل بيركسون
بيل بيركسون (بالإنجليزية: Bill Berkson)‏ هو ناقد أدبي وكاتب وصحفي وشاعر أمريكي، ولد في 30 أغسطس 1939 في نيويورك في الولايات المتحدة، وتوفي في 16 يونيو 2016 في سان فرانسيسكو في الولايات المتحدة بسبب نوبة قلبية.